# Napięcie powierzchniowe

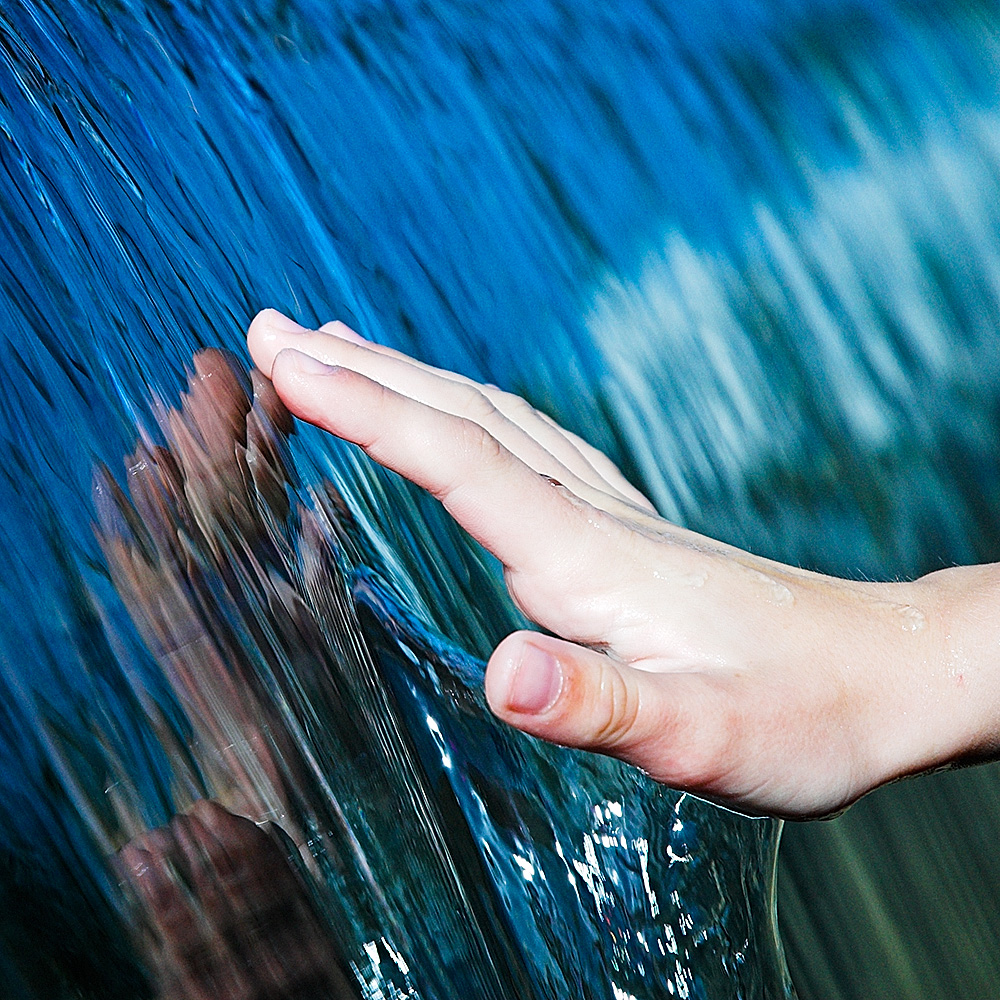
Napięcie powierzchniowe nadaje kształt przepływającej wodzie

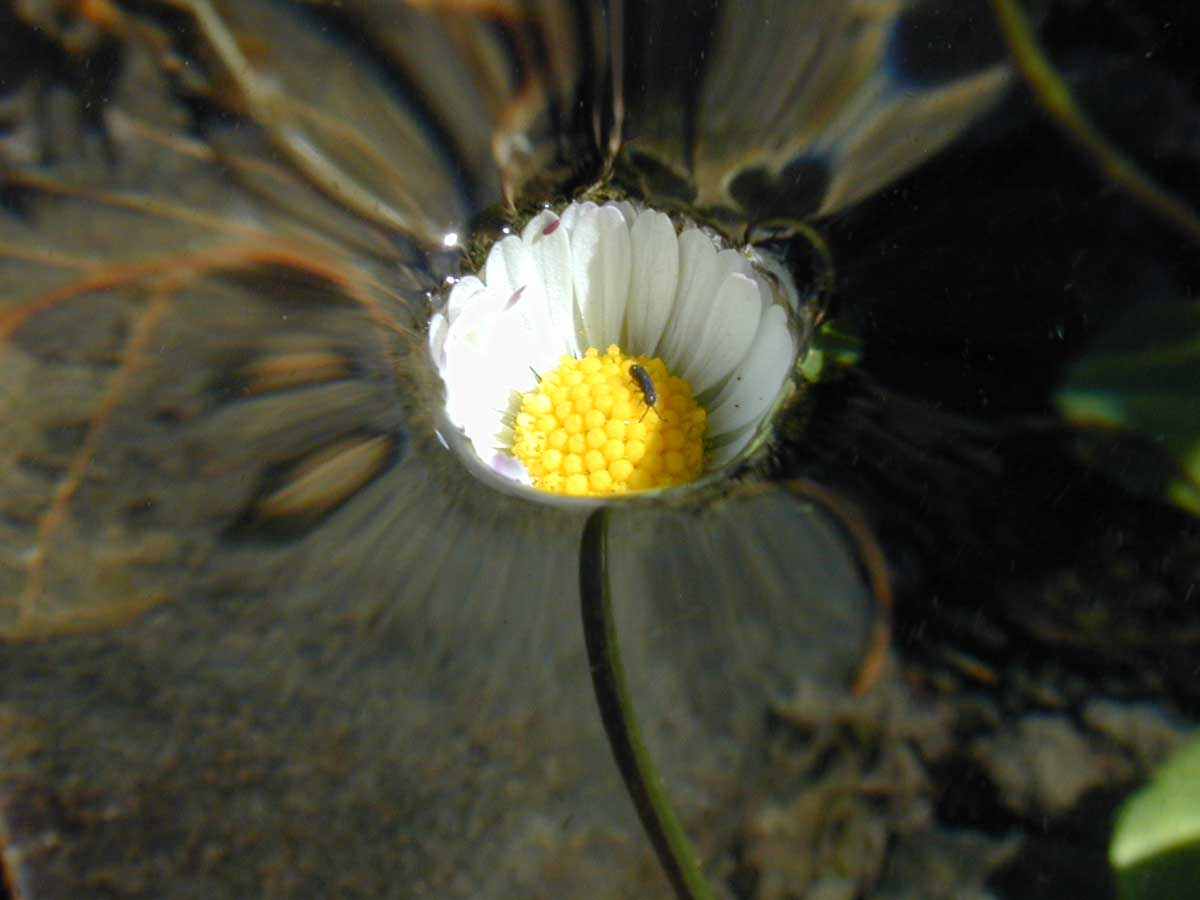
Napięcie powierzchniowe utrzymuje na powierzchni kwiat.

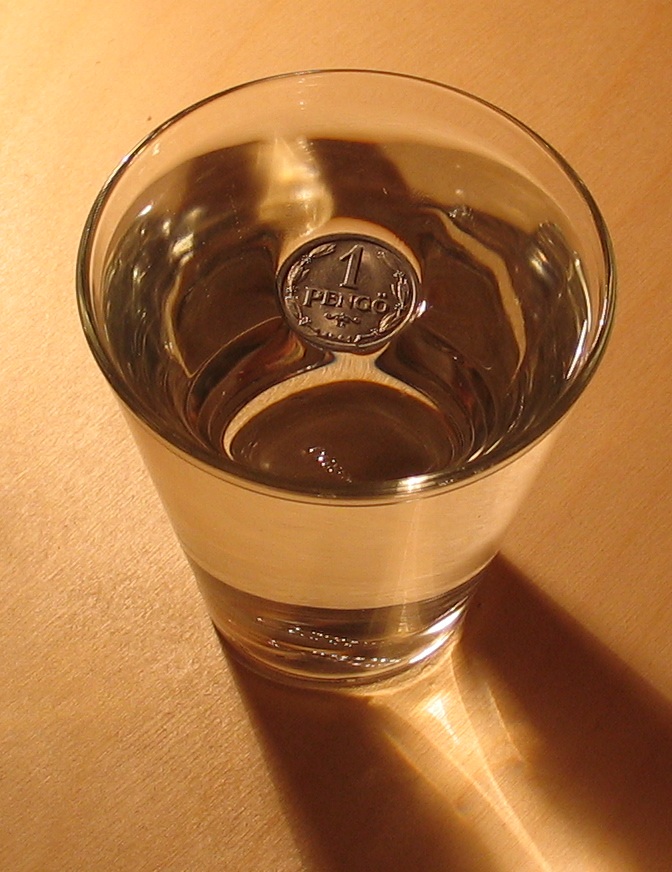
Napięcie powierzchniowe utrzymuje na powierzchni monetę.

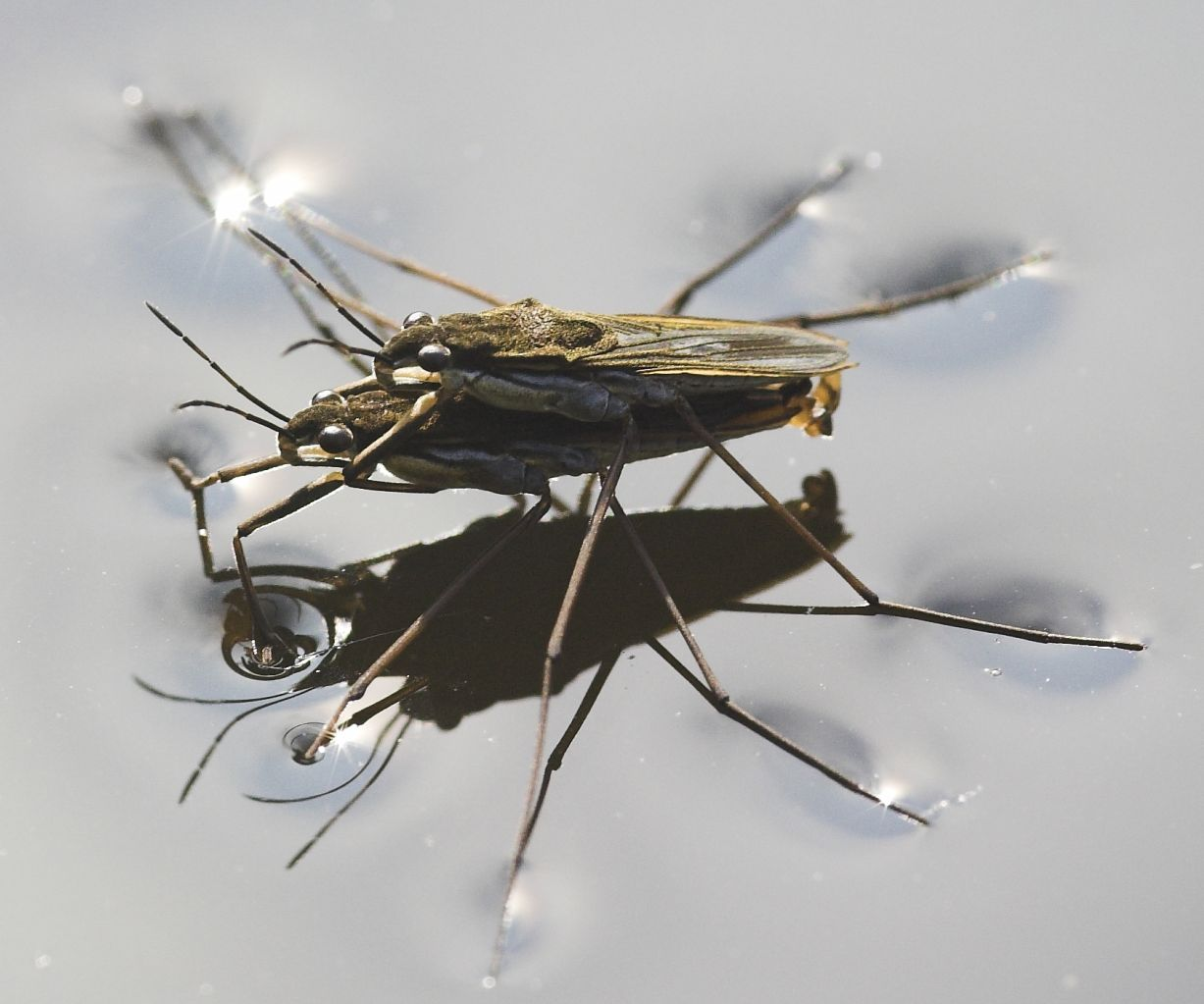
Niektóre owady wykorzystują napięcie powierzchniowe wody.

Napięcie powierzchniowe – zjawisko fizyczne występujące na styku powierzchni cieczy z ciałem stałym, gazem lub inną cieczą, dzięki któremu powierzchnia ta zachowuje się jak sprężysta błona. Napięciem powierzchniowym nazywa się również wielkość fizyczną ujmującą to zjawisko ilościowo: jest to energia przypadająca na jednostkę powierzchni, co jest równoważne pracy potrzebnej do powiększenia powierzchni o tę jednostkę.
Przyczyną istnienia napięcia powierzchniowego są siły przyciągania pomiędzy molekułami cieczy. Napięcie powierzchniowe na granicy dwóch faz termodynamicznych (np. dwóch niemieszających się ze sobą cieczy) nazywane jest również napięciem międzyfazowym. Wysokie napięcie powierzchniowe na granicy faz A i B oznacza, że siły spójności (kohezji) wewnątrz faz A-A i B-B są większe niż siły przylegania (adhezji) na granicy faz A-B.

## Obserwowane efekty
Siły napięcia powierzchniowego wpływają na kształt swobodnej (niestykającej się ze ściankami naczynia) powierzchni cieczy, przy czym na ogół współistnieją przy tym z innymi siłami.
Współistnienie sił napięcia powierzchniowego, sił przylegania oraz grawitacji prowadzi do powstawania menisku: powierzchnia cieczy w sąsiedztwie ścianki zbiornika ulega zakrzywieniu. W dużych zbiornikach menisk stanowi zaledwie niewielką część powierzchni cieczy, jednak w przypadku cienkich rurek, nazywanych kapilarami, może prowadzić do podniesienia się lub obniżenia słupa cieczy na znaczną (znacznie większą od średnicy kapilary) wysokość (zob. zjawiska kapilarne). Te same siły warunkują również kształt wiszącej kropli cieczy, kropli oleju na powierzchni wody, a także kształty cienkich błon cieczy w pianach lub bańkach mydlanych.
Współistnienie sił napięcia powierzchniowego, grawitacji i sił aerodynamicznych nadaje kształt spadającym w powietrzu kroplom deszczu. Pod nieobecność dodatkowych sił (np. w warunkach nieważkości), nieruchoma kropla cieczy (niezależnie od wielkości) przybrałaby kształt kuli, gdyż spośród wszystkich możliwych brył charakteryzuje się on najmniejszym możliwym stosunkiem powierzchni do objętości.
Innym efektem napięcia powierzchniowego jest utrudnione zanurzanie w cieczy ciał niepodatnych na zwilżanie tą cieczą lub utrudnione odrywanie się od powierzchni cieczy ciał przez tę ciecz zwilżanych. Znaczenie tych efektów jest niewielkie w przypadku dużych obiektów, ponieważ ich ciężar, proporcjonalny do trzeciej potęgi rozmiarów, jest znacznie większy od sił napięcia powierzchniowego, proporcjonalnych wprost do rozmiaru ciała. Jednak niewielkie przedmioty mogą dzięki napięciu powierzchniowemu utrzymywać się na powierzchni cieczy, mimo iż utonęłyby po zanurzeniu. Przykładowo, nartniki utrzymują się dzięki napięciu powierzchniowemu powierzchni wody, dzięki temu mogą poruszać się znacznie szybciej (z mniejszymi oporami), niż gdyby były zanurzone.

## Fizyczny opis zjawiska
Miarą napięcia powierzchniowego jest praca, jaką trzeba wykonać, by utworzyć jednostkową powierzchnię cieczy, co można wyrazić wzorem:
{\displaystyle \gamma ={\frac {\Delta W}{\Delta S}}} (jednostką w SI J/m²).
gdzie:
{\displaystyle \gamma } (używa się też oznaczenia {\displaystyle \sigma }) – napięcie powierzchniowe,
{\displaystyle \Delta W} – praca potrzebna do utworzenia powierzchni {\displaystyle \Delta S,}
{\displaystyle \Delta S} – pole powierzchni.
Powyższy wzór jest równoważny:
{\displaystyle \gamma ={\frac {F}{l}}} (jednostką w SI N/m = J/m²).
gdzie:
{\displaystyle F} – siła napięcia powierzchniowego działająca równolegle do powierzchni cieczy, dążąca do zmniejszenia powierzchni cieczy,
{\displaystyle l} – długość odcinka na którym działa siła.
Wzór ten odpowiada definicji napięcia powierzchniowego: Napięciem powierzchniowym {\displaystyle \gamma } nazywa się siłę styczną do powierzchni cieczy, działającą na jednostkę długości obrzeża powierzchni cieczy.
W termodynamice napięcie międzyfazowe definiuje wzór:
{\displaystyle \gamma =\left({\frac {\partial G}{\partial S}}\right)_{P,T},}
gdzie {\displaystyle G} to entalpia swobodna zwana energią Gibbsa, a {\displaystyle S} wielkość powierzchni.

## Zależność od temperatury

Zależność temperaturowa napięcia powierzchniowego wody

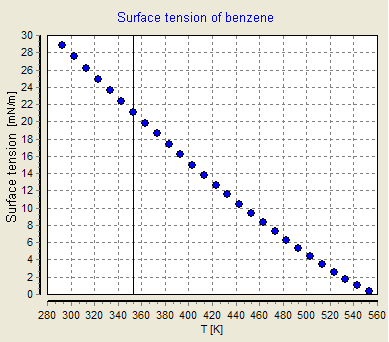
Zależność temperaturowa napięcia powierzchniowego benzenu

Napięcie powierzchniowe silnie zależy od temperatury cieczy. Zmniejsza się wraz ze wzrostem temperatury i spada do zera w temperaturze krytycznej.
Istnieją wzory empiryczne określające zależność napięcia powierzchniowego od temperatury.

### Wzór Eötvösa
{\displaystyle \gamma V^{2/3}=k_{E}(T_{ch}-T),}
gdzie:
{\displaystyle V} – objętość molowa substancji,
{\displaystyle T_{ch}} – temperatura charakterystyczna, w oryginalnym wzorze Eötvösa równa temperaturze krytycznej {\displaystyle T_{ch}\approx T_{c},} w dokładniejszych przybliżeniach przyjmuje się wartości nieco niższe od krytycznej, np. wg Ramsaya i Shieldsa {\displaystyle T_{ch}\approx T_{c}-6} K
{\displaystyle k_{E}} – współczynnik, w niewielkim stopniu zależny od substancji, typowo ok. 2,1×10−7 J/(K·mol−2/3)

### Wzór Guggenheim-Katayama
{\displaystyle \gamma =\gamma ^{\circ }\left(1-{\frac {T}{T_{C}}}\right)^{n}}
gdzie:
{\displaystyle \gamma ^{\circ }} – stała zależna od cieczy,
{\displaystyle n} – empiryczny wykładnik równy 11/9 dla cieczy organicznych.

## Wytwarzane ciśnienie
Zakrzywiona powierzchnia cieczy wytwarza ciśnienie określone wzorem zwanym wzorem Laplace’a (en:Young-Laplace Equation):
{\displaystyle \Delta p=\gamma {\frac {dA}{dV}},}
gdzie {\displaystyle dA} zmiana powierzchni cieczy, wywołana {\displaystyle dV} zmianą objętości.
Z zależności tej wynika:
- Dla płaskiej powierzchni {\displaystyle {\frac {dA}{dV}}=0} dlatego ciśnienie w cieczy i na zewnątrz jest takie samo.
- Dla powierzchni kuli (sfera), czyli w kropli {\displaystyle P_{I}=P_{O}+{\frac {2\gamma }{R}}.}
- W bańce o cienkich ściankach {\displaystyle P_{I}=P_{O}+{\frac {4\gamma }{R}},} bo bańka ma dwie ścianki.
- Powierzchni torusa {\displaystyle P_{I}=P_{O}+\gamma \left({\frac {1}{R}}+{\frac {1}{r}}\right),} gdzie {\displaystyle r} i {\displaystyle R} promieniami torusa.

Jeżeli powierzchnia cieczy jest wklęsła, to przyczynek od powierzchni ma wartość ujemną, na powierzchni toroidalnej każdy promień liczy się oddzielnie.
Powierzchnie o skomplikowanym kształcie można uznać za fragment torusa, wówczas {\displaystyle R} jest promieniem największej krzywizny, a {\displaystyle r} – promieniem krzywizny w kierunku prostopadłym.

## Wpływ związków powierzchniowo czynnych
Napięcie powierzchniowe na granicy dwóch faz może być zmniejszone poprzez dodanie do nich substancji powierzchniowo czynnych, tzw. surfaktantów. Surfaktantami są m.in. mydła, emulgatory oraz detergenty. Cząsteczki surfaktantów gromadzą się na granicy faz ułatwiając ich kontakt. Są one zbudowane z dwóch części, z których każda odpowiada za łatwe mieszanie się z odrębną fazą. Przykładowo, cząsteczka surfaktantu zmniejszającego napięcie międzyfazowe na granicy wody i oleju musi zawierać część hydrofilową, ułatwiającą kontakt z wodą, oraz część hydrofobową, łatwo przylegającą do niepolarnego oleju.
Jedną z ważniejszych wielkości opisujących roztwór substancji powierzchniowo czynnej jest nadmiar powierzchniowy.

## Metody pomiaru
Pierwszych pomiarów dokonał w połowie XIX wieku Ludwig Ferdinand Wilhelmy. Opracowano wiele metod pomiaru, z czego praktyczne znaczenie mają:
- metody kapilarne, polegają na pomiarze wysokości wzniesienia kapilarnego w dwóch rurkach o różnej średnicy lub pomiarze ciśnienia wywołanego w rurce kapilarnej,
- metody maksymalnego ciśnienia w kroplach lub pęcherzykach polegają na pomiarze maksymalnego ciśnienia podczas wtłaczania powietrza przez cienką rurkę do cieczy lub podczas tworzenia kropli na rurce,
- metoda stalagmometryczna – badanie jaką wielkość i ciężar musi osiągnąć wolno narastająca kropla, by oderwać się od końca rurki,
- metody leżącej lub wiszącej kropli – pomiar kształtu kropli leżącej na powierzchni lub zwisającej z rurki,
- metody tensjometryczne oderwania wyciąganego pierścienia lub ramki – pomiar siły oderwania pierścienia wyciąganego z cieczy.